# Liste der Baudenkmale in Dissen-Striesow
In der Liste der Baudenkmale in Dissen-Striesow sind alle Baudenkmale der brandenburgischen Gemeinde Dissen-Striesow aufgelistet. Grundlage ist die Veröffentlichung der Landesdenkmalliste mit dem Stand vom 31. Dezember 2023. Die Bodendenkmale sind in der Liste der Bodendenkmale in Dissen-Striesow aufgeführt.

## Baudenkmale
In den Spalten befinden sich folgende Informationen:
- ID-Nr.: Die Nummer wird vom Brandenburgischen Landesamt für Denkmalpflege vergeben. Ein Link hinter der Nummer führt zum Eintrag über das Denkmal in der Denkmaldatenbank. In dieser Spalte kann sich zusätzlich das Wort Wikidata befinden, der entsprechende Link führt zu Angaben zu diesem Denkmal bei Wikidata.
- Lage: die Adresse des Denkmales und die geographischen Koordinaten. Link zu einem Kartenansichtstool, um Koordinaten zu setzen. In der Kartenansicht sind Denkmale ohne Koordinaten mit einem roten beziehungsweise orangen Marker dargestellt und können in der Karte gesetzt werden. Denkmale ohne Bild sind mit einem blauen bzw. roten Marker gekennzeichnet, Denkmale mit Bild mit einem grünen beziehungsweise orangen Marker.
- Bezeichnung: Bezeichnung in den offiziellen Listen des Brandenburgischen Landesamtes für Denkmalpflege. Ein Link hinter der Bezeichnung führt zum Wikipedia-Artikel über das Denkmal.
- Beschreibung: die Beschreibung des Denkmales
- Bild: ein Bild des Denkmales und gegebenenfalls einen Link zu weiteren Fotos des Baudenkmals im Medienarchiv Wikimedia Commons

### Dissen/ Dešno
| ID-Nr.                           | Lage                  | Bezeichnung                                  | Beschreibung | Bild           |
| -------------------------------- | --------------------- | -------------------------------------------- | --- | -------------- |
| 09125064                         | Hauptstraße (Lage)    | Büste Bogumil Šwjela                         | Bogumił Šwjela (1873–1948), ein sorbischer Geistlicher und Sprachforscher, war 28 Jahre lang Pfarrer in Dissen.                      | weitere Bilder |
| 09125326                         | Hauptstraße 27 (Lage) | Pfarrhaus                                    | | weitere Bilder |
| 09125065                         | Hauptstraße 30 (Lage) | Dorfkirche                                   | Die evangelische Kirche stammt aus dem Jahr 1778. Der hohe Turm wurde 1868 hinzugefügt. Der Kanzelaltar stammt aus der Zeit um 1778. | weitere Bilder |
| 09126271 Teilobjekt zu: 09125065 | Hauptstraße 30 (Lage) | Glocke                                       | Die beiden Glocken wurden 1922 gegossen. Sie tragen niedersorbische Bibelverse.                                                      | BW             |
| 09125066                         | Hauptstraße 32 (Lage) | Dorfschule mit Stall und Wirtschaftsgebäuden | Die alte Schule ist jetzt das Heimatmuseum. Das Haus stammt aus dem Jahr 1899.                                                       | weitere Bilder |

### Striesow/ Strjažow
| ID-Nr.                           | Lage              | Bezeichnung                               | Beschreibung                              | Bild           |
| -------------------------------- | ----------------- | ----------------------------------------- | ----------------------------------------- | -------------- |
| 09126257                         | Dorfaue 50 (Lage) | Wohnhaus und östliches Wirtschaftsgebäude |                                           | weitere Bilder |
| 09126258 Teilobjekt zu: 09126257 | Dorfaue 50 (Lage) | Stallscheune                              | Die Scheune liegt östlich des Wohnhauses. | BW             |